# Приватне розміщення акцій
Приватне розміщення акцій — розміщення акцій публічного або приватного акціонерного товариства, при якому акції розміщуються серед заздалегідь визначеного кола фізичних та/або юридичних осіб, кількість яких не перевищує 100 на дату прийняття рішення про збільшення статутного капіталу, крім акціонерів товариства. (Див. Положення «Про порядок збільшення (зменшення) розміру статутного капіталу акціонерного товариства», затверджене рішенням Державної комісії з цінних паперів та фондового ринку № 1181)
Приватне розміщення акцій не вимагає публікації і затвердження Комісією з цінних паперів проспекту емісії акцій, а також публікації звіту про результати розміщення акцій. Натомість товариство, яке здійснює приватне розміщення акцій, зобов'язане надіслати акціонерам і визначеним інвесторам персональні письмові повідомлення про умови розміщення акцій і порядок реалізації акціонерами їх переважного права на придбання акцій.
Розміщення акцій акціонерного товариства будь-якого типу при його створенні може бути лише приватним.